# Rein van der Kamp
Rein van der Kamp (Meppel, 16 juli 1979) is een Nederlands oud-basketballer.

## Carrière
In 2001 begon Van der Kamp als betaald basketballer bij Landstede Basketbal uit Zwolle. Hij groeide in de eerste jaren uit tot een vaste waarde in het team. In 2005 bereikte hij met Landstede de finale van de play-offs. Deze werden verloren van de Demon Astrounts met 4-0. Samen met zijn tweeling-broer Wim van der Kamp speelde hij bij Landstede tot 2005. In het seizoen 2005/2006 tekende van der Kamp een contract bij Eiffeltowers Den Bosch, in de tijd dat hij in Den Bosch speelde werd hij ook een geselecteerd voor het Nederlands basketbalteam waar hij 26 keer voor uitkwam. Met Eiffeltowers werd hij in 2006 en 2007 landskampioen. Na 3 jaar vertrok van der Kamp en tekende een contract bij De Friesland Aris. Na 3 jaar vertrok van der Kamp weer bij Leeuwarden en keerde terug bij Landstede waar hij in het seizoen van 2010-2011 voorlopig zijn laatste wedstrijd als prof heeft gespeeld. Van september 2011 tot november 2012 was hij assistent-coach bij Landstede naast Herman van den Belt. Tot 2016 speelde hij voor de amateurvereniging Red Giants in Meppel.